# Teec Nos Pos (Arizona)
Teec Nos Pos es un lugar designado por el censo ubicado en el condado de Apache en el estado estadounidense de Arizona. En el Censo de 2010 tenía una población de 730 habitantes y una densidad poblacional de 31,94 personas por km².

## Geografía
Teec Nos Pos se encuentra ubicado en las coordenadas 44°48′23″N 83°26′51″O / 44.80639, -83.44750. Según la Oficina del Censo de los Estados Unidos, Teec Nos Pos tiene una superficie total de 36.78 km², de la cual 36.78 km² corresponden a tierra firme y 0 km² (0 %) es agua.

## Demografía
Según el censo de 2010, había 730 personas residiendo en Teec Nos Pos. La densidad de población era de 31,94 hab./km². De los 730 habitantes, Teec Nos Pos estaba compuesto por el 0.82 % blancos, el 0 % eran afroamericanos, el 97.26 % eran amerindios, el 0 % eran asiáticos, el 0 % eran isleños del Pacífico, el 0 % eran de otras razas y el 1.92 % pertenecían a dos o más razas. Del total de la población el 1.37 % eran hispanos o latinos de cualquier raza.